# Pierre Gouton
Pour les articles homonymes, voir Gouton.
Pierre Victor Gabriel Gouton, né le 16 mai 1890 à Cherbourg et mort à Paris 7e le 17 juillet 1956, est un officier de marine français.

## Biographie
Fils d'un ingénieur en chef des Ponts et chaussées pour le département de la Manche, il entre à l'École navale en octobre 1908 et en sort aspirant en octobre suivant. Enseigne de vaisseau (octobre 1911), il participe  à une campagne dans l'Atlantique à bord du croiseur Descartes puis embarque sur le torpilleur Sabre et sur le torpilleur Catapulte. à bord de ce dernier, il participe au début de la Première Guerre mondiale à la croisière de la Manche dirigée par l'amiral Rouyer en août 1914.
En 1915, il commande le chalutier Surmulet en Méditerranée.Lieutenant de vaisseau en août 1917, il est alors affecté à l'état-major de l'amiral en commandement de l'escadre de Méditerranée sur la Patrie et la Provence. Il est témoin de la campagne de mer Noire en 1919. En 1920, il est professeur de navigation sur le croiseur-école Jeanne-d'Arc.
Élève de l’École de guerre navale en 1923, capitaine de corvette en mars 1925 il commande le torpilleur Deligny puis il suit la fin des travaux et les essais du torpilleur Fortuné dont il prend le commandement la même année.
Capitaine de frégate en janvier 1929, il est affecté au cabinet du ministre Georges Leygues puis commande le contre-torpilleur Vauban en escadre de l'Atlantique. Capitaine de vaisseau en juin 1935, il est affecté à l’État-major général de la marine puis commande le croiseur Colbert de 1936 à 1938 dans l'escadre de la Méditerranée.
En 1939, il est nommé directeur du cabinet militaire du ministre Campinchi Contre-amiral en novembre 1939, en septembre 1940, il commande la division navale du Levant. Il doit alors faire face aux combats fratricides de Syrie et soutient le général Dentz pendant les négociations qui aboutissent à l'armistice de Saint-Jean-d'Acre. Il est nommé représentant du gouvernement français au Levant.
En novembre 1942, il est désigné pour prendre le commandement des forces maritimes de haute mer pour novembre 1944.
En mars 1943, il est placé en congé d'armistice et en juillet et août 1943, il préside la commission des ingénieurs des industries navales et la commission supérieure des naufrages.
En août 1944, il commande la marine en zone Nord. Il est le délégué du secrétariat d'État à la Marine qu'il est chargé de représenter à la libération.
Il prend sa retraite en septembre 1944.
Il décéde à Paris 17 juillet 1956 pour être inhumé au cimetière nord du Puy-en-Velay (Haute-Loire).

## Récompenses et distinctions
- Chevalier (16 juin 1920), Officier (8 novembre 1929) puis Commandeur de la Légion d'honneur (22 juin 1939).
- Croix de Guerre 1914/1918 avec étoile de bronze et étoile de vermeil
- Croix de Guerre 1939/1941 avec palme
- Croix de Guerre des T.O.E avec palme – 1916-1919
- Croix de 1re classe des Services militaires volontaires – 1er août 1936
- Officier d’Académie 1er septembre 1929
- Chevalier du Mérite maritime - 11 juillet 1936
- Officier de l’Étoile Noire du Bénin – 24 juillet 1929
- Médaille commémorative d’Orient avec agrafe « Orient »
- Médaille de Syrie-Cilicie
- Grand Officier du Nicham Iftikar – 16 janvier 1937
- Grand Officier de l’Ordre du Cèdre du Liban – Liban 1941
- Commandeur du Ouissam Alaouite – Maroc 1931
- Commandeur de Gustave Vasa (Suède) - 1930
- Commandeur de la couronne Yougoslave – juin 1931
- Commandeur de l’ordre du Roi Georges de Grèce – juin 1938
- Officier de l’ordre d’Aviz du Portugal – avril 1921.
- Chevalier de l’ordre de Léopold de Belgique - 1922
- Croix de guerre Portugaise – avril 1921
- Croix de guerre du mérite Syrien. - 1938

Citations
- Deux durant la guerre 1914-1918.
- Une à l’ordre du Corps d’Armée et une à l’ordre de la Brigade.
- Une à l’ordre de l’Armée d’Orient – 1919 – opérations en mer Noire.
- Une à l’ordre de l’Armée navale – 1941 – Liban.